# إرنست فوكس
إرنست فوكس (بالألمانية: Ernst Fuchs) (و. 1930 – 2015 م) هو مهندس معماري، ورسام، وأستاذ جامعي، وكاتب نمساوي، ولد في فيينا، توفي في فيينا، عن عمر يناهز 85 عاماً.

## التعليم
تعلم في أكاديمية الفنون الجميلة في فيينا.

## جوائز
حصل على جوائز منها:
- جائزة مدينة فيينا للفنون الجميلة  [لغات أخرى]‏ (1972)[12]
- النيشان الذهبي للخدمات المقدمة لمدينة فيينا ‏.

## وصلات خارجية
- إرنست فوكس على موقع IMDb (الإنجليزية)
- إرنست فوكس على موقع مونزينجر (الألمانية)
- إرنست فوكس على موقع ميوزك برينز (الإنجليزية)
- إرنست فوكس على موقع ديسكوغز (الإنجليزية)
- إرنست فوكس على موقع قاعدة بيانات الفيلم (الإنجليزية)
- إرنست فوكس على موقع كينوبويسك (الروسية)

- إرنست فوكس في قاعدة بيانات الأفلام على الإنترنت